# غريغوري كارول
غريغوري كارول (بالإنجليزية: Gregory Carroll)‏ هو مغني أمريكي، ولد في 19 ديسمبر 1929، وتوفي في 25 يناير 2013.

## وصلات خارجية
- غريغوري كارول على موقع IMDb (الإنجليزية)
- غريغوري كارول على موقع ميوزك برينز (الإنجليزية)
- غريغوري كارول على موقع أول ميوزيك (الإنجليزية)
- غريغوري كارول على موقع ديسكوغز (الإنجليزية)